# Cheyenne (1964)
Cheyenne (Originaltitel: Cheyenne Autumn) ist ein US-amerikanischer Western des Regisseurs John Ford aus dem Jahr 1964. Das Drehbuch von James R. Webb basiert auf dem gleichnamigen Roman von Mari Sandoz.

## Handlung
Die schon sehr dürftigen Nahrungsrationen, die die Regierung den Indianern vom Stamme der Cheyenne in ihre Reservate liefert, werden eingestellt. Die Indianer unter der Führung ihrer Häuptlinge Dull Knife und Little Wolf machen sich auf einen anstrengenden 1500-Meilen-Marsch von ihren Reservaten in Oklahoma zu ihren angestammten Jagdrevieren in Montana. Captain Archer von der US-Kavallerie soll sie aufhalten und wieder ins Reservat zurückbringen. Die Presse kolportiert hingegen, dass die Cheyenne aus arglistigen und bösartigen Gründen ihr Reservat verlassen hätten. Der US-Innenminister Carl Schurz versucht, Kämpfe zwischen der Armee und den Indianern zu verhindern. Mittlerweile ist Archers Respekt vor den edlen Menschen immer größer geworden, und er entscheidet sich, ihnen zu helfen.

## Hintergrund
Die Rolle des Innenministers Carl Schurz sollte Spencer Tracy spielen. Doch Tracy erlitt einen Herzanfall und musste durch Edward G. Robinson ersetzt werden.
Ford wollte die Häuptlingsrollen mit Richard Boone und Anthony Quinn besetzen, die beide indianische Vorfahren haben. Montalban und Roland, die die Rollen bekamen, haben hingegen keine indianischen, sondern mexikanische Vorfahren.
Die im Film dargestellten Cheyenne wurden von Angehörigen des Volkes der Navajo gespielt. Bei einer Testvorführung amüsierten sich die Navajo sprechenden Zuschauer, dass die Navajo-Schauspieler in ihren feierlichen Reden derbe und wüste Ausdrücke verwendeten, die nichts mit dem Film zu tun hatten. So reißt der Häuptling in seiner Rede zur Unterzeichnung des Vertrages Witze über die Penisgröße des Colonels. 

## Kritik
Das Lexikon des internationalen Films beschreibt den Film als einen „vom Ethos mitmenschlicher Achtung und Verantwortung geprägter Western von John Ford; meisterlich in der Bildgestaltung, bemerkenswert vor allem durch seine epischen Qualitäten und die ungewöhnliche Erzählperspektive aus der Sicht der Indianer“. Zwiespältig urteilt der Evangelische Film-Beobachter: „Ein vor allem menschlich beachtenswertes Vorhaben, dessen künstlerische Ausführung nicht immer das Format des ursprünglichen Entwurfs erreicht. Längen und verschiedene falsche Töne stören.“

## Auszeichnungen
- 1965: „Bronze Wrangler“ für Produzent Smith, Regisseur Ford und Autor Webb (Western Heritage Awards)
- 1965: Oscar-Nominierung für William H. Clothier in der Kategorie Beste Kamera (Farbe)

## Synchronisation
Die deutsche Synchronbearbeitung entstand 1964.
| Rolle                     | Darsteller         | Synchronsprecher  |
| ------------------------- | ------------------ | ----------------- |
| Captain Thomas Archer     | Richard Widmark    | Arnold Marquis    |
| Deborah Wright            | Carroll Baker      | Margot Leonard    |
| Captain Sir Oscar Wessels | Karl Malden        | Martin Hirthe     |
| Häuptling Kleiner Wolf    | Ricardo Montalbán  | Alexander Welbat  |
| Häuptling Stumpfes Messer | Gilbert Roland     | Herbert Stass     |
| Marshal Wyatt Earp        | James Stewart      | Siegmar Schneider |
| Doc Holliday              | Arthur Kennedy     | Heinz Giese       |
| Innenminister Carl Schurz | Edward G. Robinson | Alfred Balthoff   |
| Spanierin                 | Dolores del Río    | Tilly Lauenstein  |
| Major G. Braden           | George O’Brien     | Curt Ackermann    |
| Dr. O’Carberry            | Sean McClory       | Michael Chevalier |
| Zeitungs-Herausgeber      | Charles Seel       | Herbert Weißbach  |
| Sgt. Stanislaus Wichowski | Mike Mazurki       | Stanislav Ledinek |
| Homer                     | Ken Curtis         | Edgar Ott         |
| Infanterie-Captain Essex  | William Henry      | Jürgen Thormann   |
| Colonel                   | Willis Bouchey     | Paul Wagner       |